# Olympische Geschichte Trinidads und Tobagos
| Gelbes Symbol für Goldmedaillen mit stilisierten Olympischen Ringen | Graues Symbol für Silbermedaillen mit stilisierten Olympischen Ringen | Braundes Symbol für Bronzemedaillen mit stilisierten Olympischen Ringen |
| ------------------------------------------------------------------- | --------------------------------------------------------------------- | ----------------------------------------------------------------------- |
| 3                                                                   | 5                                                                     | 11                                                                      |

Trinidad und Tobago, dessen NOK, das Trinidad and Tobago Olympic Committee, 1946 gegründet und 1948 vom IOC anerkannt wurde, nimmt seit 1948 an allen Olympischen Sommerspielen teil. 1960 nahmen Sportler des Inselstaates als Teil der Mannschaft der Westindischen Föderation teil. Auch zu drei Winterspielen wurden Athleten geschickt. Jugendliche Sportler nahmen an beiden bislang ausgetragenen Jugend-Sommerspielen teil.

## Übersicht

### Sommerspiele
Beim olympischen Debüt Trinidad und Tobagos 1948 in London bestand die Olympiamannschaft fünf Sportlern, die in den Sportarten Leichtathletik, Gewichtheben und Radsport antraten. Die Leichtathleten George Lewis, Wilfred Tull und Manny Ramjohn waren am 30. Juli 1948 die ersten Olympioniken des Karibikstaates. Die erste Frau aus Trinidad und Tobago bei Olympischen Spielen war am 4. September 1972 in München die Sprinterin Laura Pierre.
In der Folgezeit nahmen Sportler aus Trinidad und Tobago in den Sportarten Segeln (seit 1964), Schießen und Schwimmen (seit 1968), Boxen (seit 1984), Badminton und Tischtennis (seit 1996), Taekwondo (seit 2000) sowie im Turnen, Judo und Rudern (seit 2016) teil.
Schon bei der ersten Teilnahme 1948 konnte der erste Medaillengewinn gefeiert werden. Der Gewichtheber Rodney Wilkes gewann Silber im Federgewicht. 1952 in Helsinki gewannen beide angereisten Gewichtheber, übrigens die einzigen Athleten der Olympiamannschaft, jeweils Bronze. Wilkes gewann seine Medaille wieder im Federgewicht, Lennox Kilgour im Mittelschwergewicht. 1956 in Melbourne gelangen dem Leichtathleten Mike Agostini zwei Finalteilnahmen. Über 100 Meter wurde er Sechster, über 200 Meter Vierter. Rodney Wilkes kämpfte sich im Federgewicht des Gewichthebens auf Platz 4, Lennox Kilgour wurde im Mittelschwergewicht Siebter.
Drei Medaillen gewannen die Leichtathleten 1964 in Tokio. Wendell Mottley gewann Silber über 400 Meter, Edwin Roberts Bronze über 200 Meter. Beide waren Mitglieder der 400-Meter-Staffel, die Bronze gewann. Roberts belegte 1968 Platz 4 über 200 Meter. Benedict Cayenne wurde Achter über 800 Meter, die 400-Meter-Staffel der Männer Sechste. Der Radrennfahrer Roger Gibbon wurde Fünfter im 1000-Meter-Zeitfahren.
1972 in München erreichte die 400-Meter-Staffel der Männer Platz 8. 1976 in Montreal gelang der erste Olympiasieg. Hasely Crawford gewann die Goldmedaille über 100 Meter. Über 200 Meter wurde er Achter. Die 400-Meter-Staffel der Männer belegte Platz 6. 1980 in Moskau bestand die Olympiamannschaft nur aus Leichtathleten. Im 400-Meter-Lauf wurde Mike Solomon Sechster, Joseph Coombs Achter. Die 400-Meter-Staffel der Männer wurde Sechste.
1984 in Los Angeles erreichte die 100-Meter-Staffel der Frauen Platz 7. Der Radrennfahrer Gene Samuel wurde Vierter im 1000-Meter-Zeitfahren. Ian Morris erreichte 1988 in Seoul Platz 7 im 400-Meter-Lauf. 1992 in Barcelona wurde er Vierter und mit der 400-Meter-Staffel Siebter. Ato Boldon gewann 1996 in Atlanta jeweils Bronze über 100 und 200 Meter. 2000 in Sydney gewann er Silber über 100 Meter und nochmals Bronze über 200 Meter. Mit vier Medaillen ist er der bislang erfolgreichste Teilnehmer, gemessen an der Anzahl der Medaillen. Der Schwimmer George Bovell konnte 2004 in Athen Bronze über 200 Meter Lagen gewinnen. In der Leichtathletik erreichte die 100-Meter-Staffel der Männer Platz 7, die Hammerwerferin Candice Scott wurde Neunte, die Kugelstoßerin Cleopatra Borel Zehnte. Zwei Silbermedaillen gewannen Leichtathleten 2008 in Peking. Richard Thompson wurde Zweiter über 100 Meter, Marc Burns Siebter. Mit der 100-Meter-Staffel kamen Thompson und Burns als Zweite ins Ziel. Die Siegerstaffel aus Jamaika wurde jedoch auf Grund eines Dopingvergehens des Läufers Nesta Carter im Januar 2017 nachträglich disqualifiziert. Trinidad und Tobagos Staffel wurde zum neuen Olympiasieger erklärt. Über 400 Meter erreichte Renny Quow Platz 7.
2012 in London wurde für Trinidad und Tobago zur erfolgreichsten Teilnahme bislang. Insgesamt konnten vier Medaillen gewonnen werden. Keshorn Walcott wurde Olympiasieger im Speerwurf. Lalonde Gordon gewann Bronze über 400 Meter, dazu Bronze mit der 400-Meter-Staffel. Die 100-Meter-Staffel der Männer wurde Dritte. Im Mai 2015 wurde die US-Staffel, die das Rennen gewonnen hatte, wegen eines Dopingvergehens des Läufers Tyson Gay disqualifiziert. Trinidad und Tobago rückte auf Platz 2 vor und gewann damit nachträglich Silber. Richard Thompson erreichte über 100 Meter Platz 6, ebenso wie Jehue Gordon über 400 Meter Hürden und Kelly-Ann Baptiste bei den Frauen über 100 Meter. Der Radrennfahrer Njisane Phillip wurde Vierter im Sprint und Siebter im Keirin. Der Schwimmer George Bovell erreichte über 50 Meter Freistil Platz 7. Keshorn Walcott gewann 2016 in Rio de Janeiro noch einmal Bronze im Speerwurf. Machel Cedenio wurde Vierter über 400 Meter. Bei den Frauen wurde Michelle-Lee Ahye jeweils Sechste über 100 und 200 Meter. Mit der 100-Meter-Staffel erreichte sie Platz 5. Cleopatra Borel wurde Fünfte im Kugelstoßen.

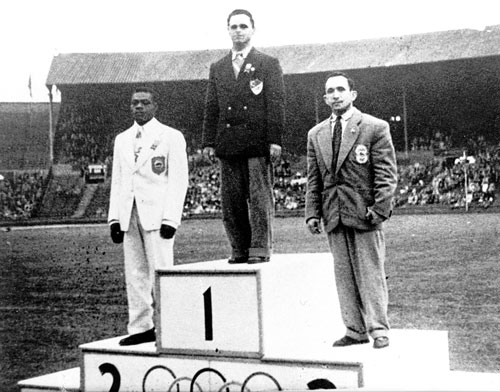
Siegerehrung 1948 im Gewichtheben: links Rodney Wilkes (Silber), Mitte der ägyptische Olympiasieger Mahmoud Fayad, rechts Mohammad Jafar Salmasi aus dem Iran mit Bronze
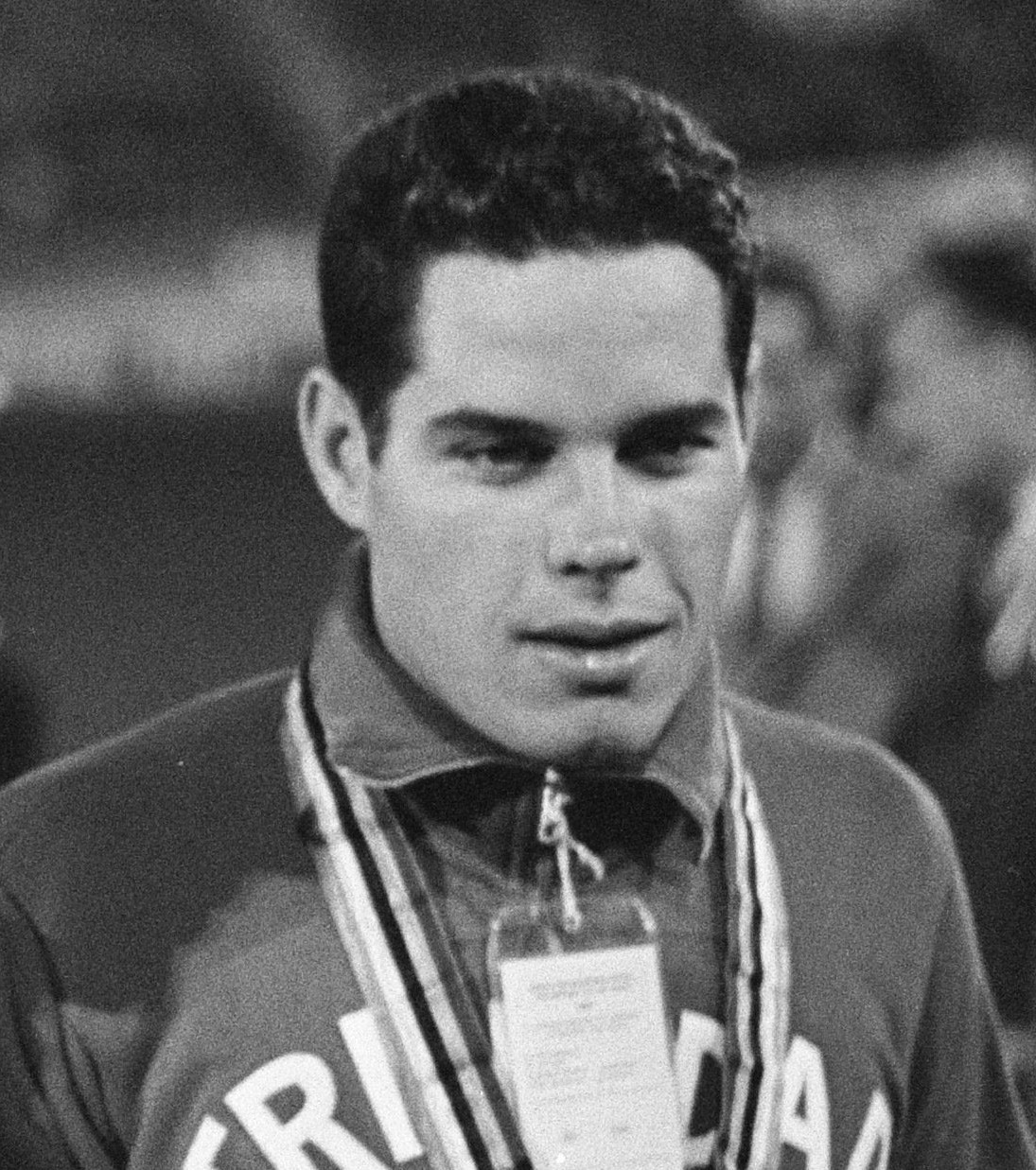
Roger Gibbon (1967)
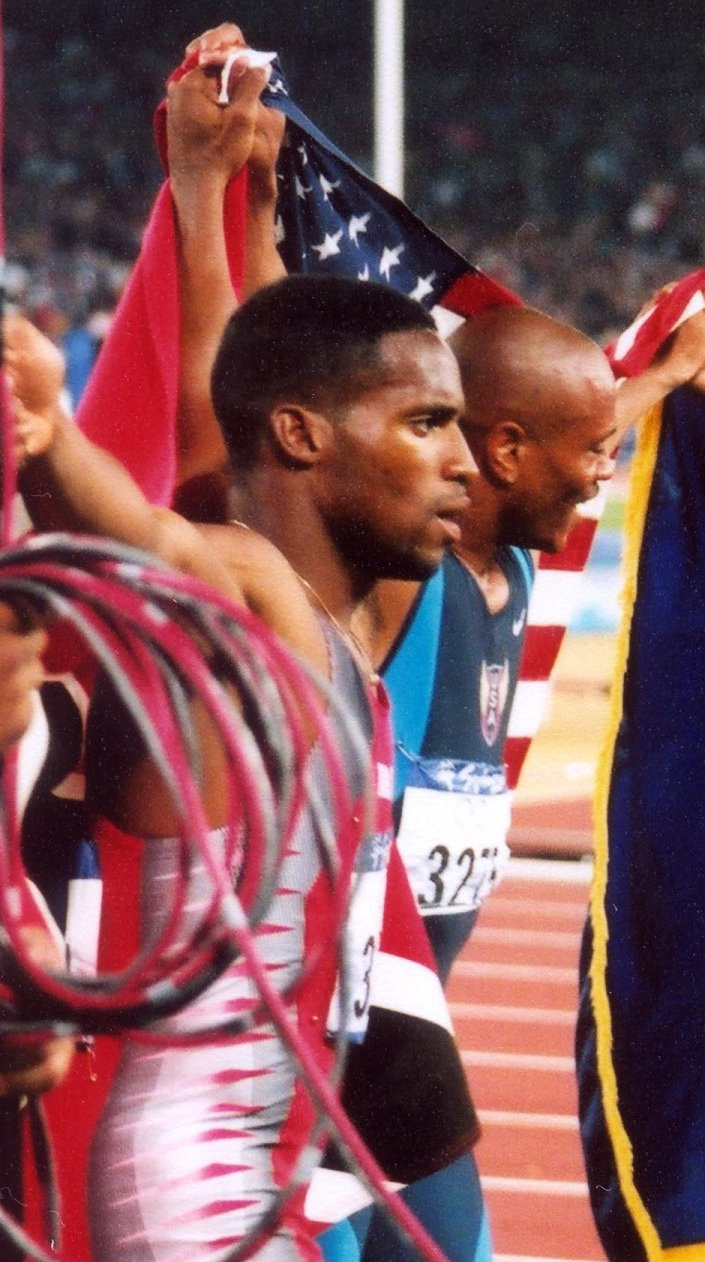
Ato Boldon nach seinem zweiten Platz über 100 Meter in Sydney 2000
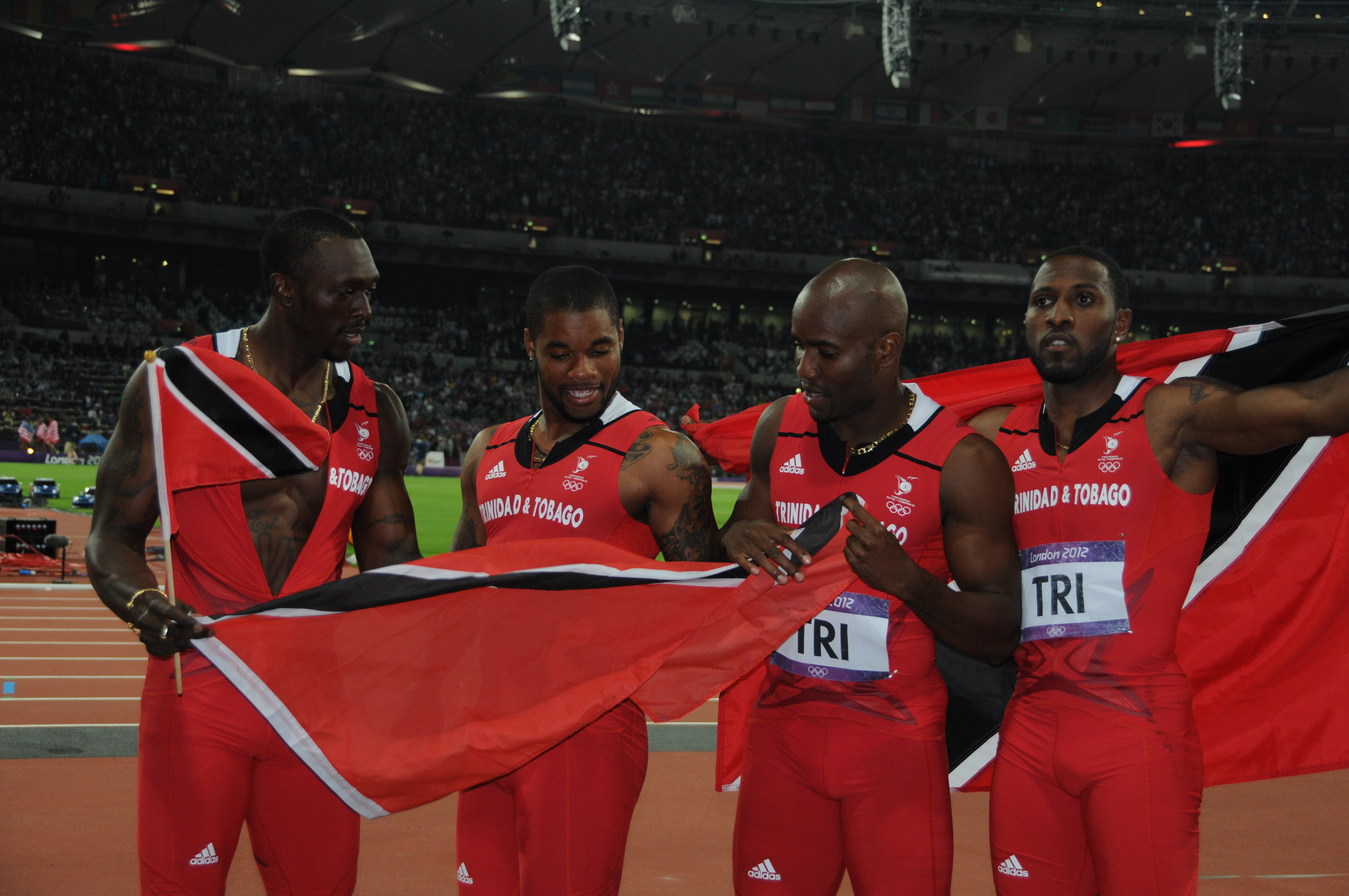
Die Silberstaffel von London 2012 (v. l. n. r.): Marc Burns, Keston Bledman, Emmanuel Callender, Richard Thompson
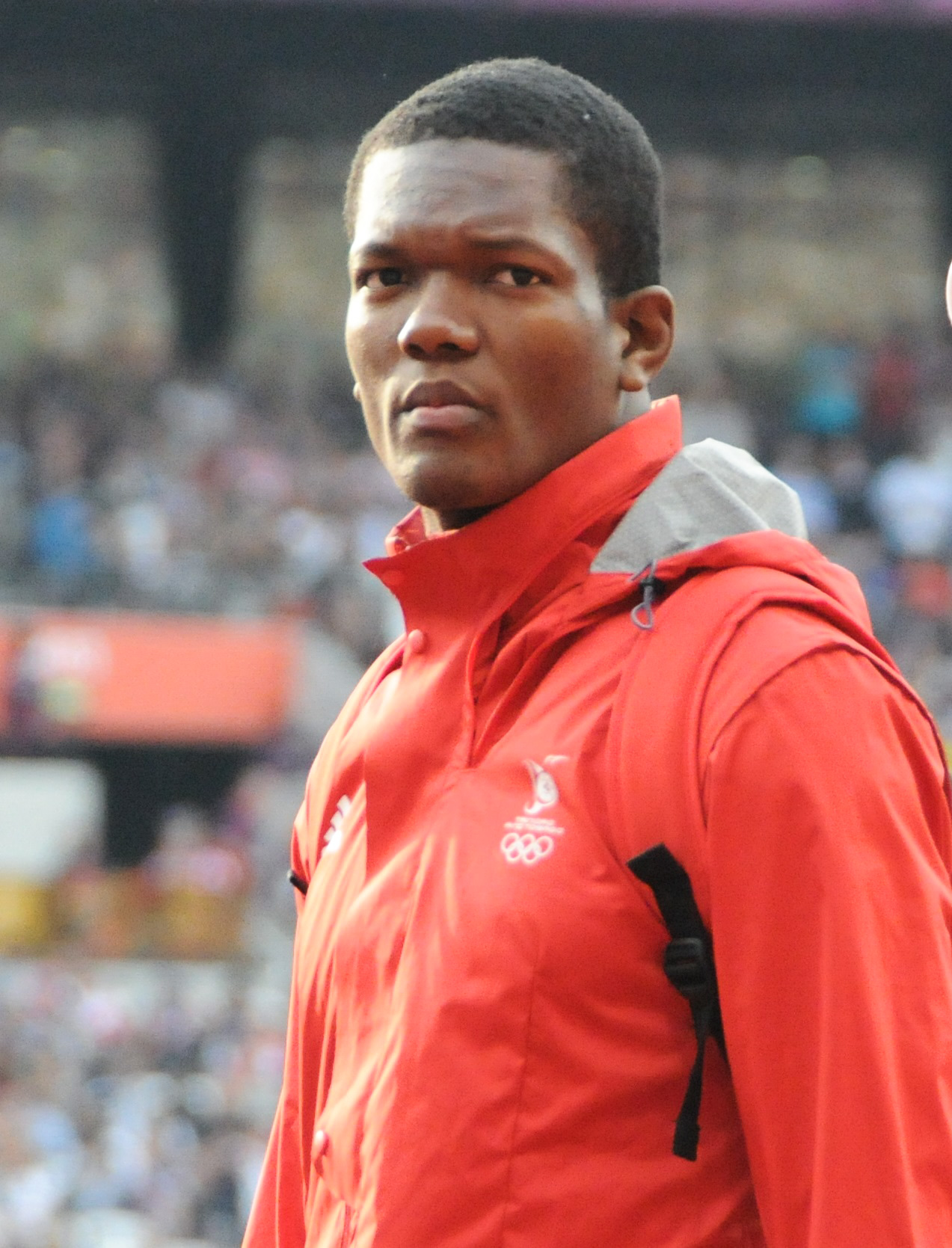
Keshorn Walcott, Olympiasieger 2012

### Winterspiele
1994 in Lillehammer gingen erstmals Wintersportler des Landes an den Start. Die Bobfahrer Curtis Harry und Gregory Sun waren am 19. Februar 1994 die ersten trinidadischen Winter-Olympioniken.

### Jugendspiele
26 jugendliche Sportler, vier Jungen und 22 Mädchen, gingen bei der ersten Austragung von Olympischen Jugend-Sommerspielen 2010 in Singapur in der Leichtathletik, im Fußball und im Schwimmen an den Start. Der Schwimmer Christian Homer wurde Jugend-Olympiasieger über 50 Meter Rücken. Cadell Lyons erreichte Platz 5 über 50 Meter Delphin. Die Leichtathletin Gabriela Cumberbatch wurde Siebte über 400 Meter Hürden.
2014 in Nanjing gingen elf Athleten, vier Jungen und zwei Mädchen, in den Sportarten Leichtathletik, Schwimmen, Beach-Volleyball und Segeln an den Start. Mit zwei Medaillen war der Schwimmer Dylan Carter am erfolgreichsten. Er gewann Silber über 50 Meter Delphin und Bronze über 50 Meter Freistil. In der Leichtathletik erreichte Akanni Hislop Platz 4 über 200 Meter. Jeminise Parris wurde Fünfte über 100 Meter Hürden.

## Übersicht der Teilnehmer

### Sommerspiele
| Jahr      | Athleten                                                 | Athleten                                                 | Athleten                                                 | Flaggenträger                                            | Sportarten                                               | Sportarten                                               | Sportarten                                               | Sportarten                                               | Sportarten                                               | Sportarten                                               | Sportarten                                               | Sportarten                                               | Sportarten                                               | Sportarten                                               | Sportarten                                               | Sportarten                                               | Sportarten                                               | Medaillen                                                | Medaillen                                                | Medaillen                                                | Medaillen                                                | Rang                                                     |
| Jahr      | Gesamt                                                   | Männer                                                   | Frauen                                                   | Flaggenträger                                            | Leichtathletik                                           | Gewichtheben                                             | Radsport                                                 | Segeln                                                   | Schießen                                                 | Schwimmen                                                | Boxen                                                    | Badminton                                                | Tischtennis                                              | Taekwondo                                                | Turnen                                                   | Judo                                                     | Rudern                                                   |                                                          |                                                          |                                                          | Gesamt                                                   | Rang                                                     |
| --------- | -------------------------------------------------------- | -------------------------------------------------------- | -------------------------------------------------------- | -------------------------------------------------------- | -------------------------------------------------------- | -------------------------------------------------------- | -------------------------------------------------------- | -------------------------------------------------------- | -------------------------------------------------------- | -------------------------------------------------------- | -------------------------------------------------------- | -------------------------------------------------------- | -------------------------------------------------------- | -------------------------------------------------------- | -------------------------------------------------------- | -------------------------------------------------------- | -------------------------------------------------------- | -------------------------------------------------------- | -------------------------------------------------------- | -------------------------------------------------------- | -------------------------------------------------------- | -------------------------------------------------------- |
| 1896–1936 | nicht teilgenommen                                       | nicht teilgenommen                                       | nicht teilgenommen                                       | nicht teilgenommen                                       | nicht teilgenommen                                       | nicht teilgenommen                                       | nicht teilgenommen                                       | nicht teilgenommen                                       | nicht teilgenommen                                       | nicht teilgenommen                                       | nicht teilgenommen                                       | nicht teilgenommen                                       | nicht teilgenommen                                       | nicht teilgenommen                                       | nicht teilgenommen                                       | nicht teilgenommen                                       | nicht teilgenommen                                       | nicht teilgenommen                                       | nicht teilgenommen                                       | nicht teilgenommen                                       | nicht teilgenommen                                       | nicht teilgenommen                                       |
| 1948      | 5                                                        | 5                                                        | 0                                                        | Wilfred Tull                                             | 3                                                        | 1                                                        | 1                                                        |                                                          |                                                          |                                                          |                                                          |                                                          |                                                          |                                                          |                                                          |                                                          |                                                          |                                                          | 1                                                        |                                                          | 1                                                        | 28                                                       |
| 1952      | 2                                                        | 2                                                        | 0                                                        | Rodney Wilkes                                            |                                                          | 2                                                        |                                                          |                                                          |                                                          |                                                          |                                                          |                                                          |                                                          |                                                          |                                                          |                                                          |                                                          |                                                          |                                                          | 2                                                        | 2                                                        | 37                                                       |
| 1956      | 6                                                        | 6                                                        | 0                                                        | Mike Agostini                                            | 3                                                        | 2                                                        | 1                                                        |                                                          |                                                          |                                                          |                                                          |                                                          |                                                          |                                                          |                                                          |                                                          |                                                          |                                                          |                                                          |                                                          |                                                          |                                                          |
| 1960      | Teilnahme in der Mannschaft der Westindischen Föderation | Teilnahme in der Mannschaft der Westindischen Föderation | Teilnahme in der Mannschaft der Westindischen Föderation | Teilnahme in der Mannschaft der Westindischen Föderation | Teilnahme in der Mannschaft der Westindischen Föderation | Teilnahme in der Mannschaft der Westindischen Föderation | Teilnahme in der Mannschaft der Westindischen Föderation | Teilnahme in der Mannschaft der Westindischen Föderation | Teilnahme in der Mannschaft der Westindischen Föderation | Teilnahme in der Mannschaft der Westindischen Föderation | Teilnahme in der Mannschaft der Westindischen Föderation | Teilnahme in der Mannschaft der Westindischen Föderation | Teilnahme in der Mannschaft der Westindischen Föderation | Teilnahme in der Mannschaft der Westindischen Föderation | Teilnahme in der Mannschaft der Westindischen Föderation | Teilnahme in der Mannschaft der Westindischen Föderation | Teilnahme in der Mannschaft der Westindischen Föderation | Teilnahme in der Mannschaft der Westindischen Föderation | Teilnahme in der Mannschaft der Westindischen Föderation | Teilnahme in der Mannschaft der Westindischen Föderation | Teilnahme in der Mannschaft der Westindischen Föderation | Teilnahme in der Mannschaft der Westindischen Föderation |
| 1964      | 13                                                       | 13                                                       | 0                                                        | Wendell Mottley                                          | 6                                                        | 2                                                        | 3                                                        | 2                                                        |                                                          |                                                          |                                                          |                                                          |                                                          |                                                          |                                                          |                                                          |                                                          |                                                          | 1                                                        | 2                                                        | 3                                                        | 28                                                       |
| 1968      | 19                                                       | 19                                                       | 0                                                        | Roger Gibbon                                             | 8                                                        | 1                                                        | 7                                                        |                                                          | 2                                                        | 1                                                        |                                                          |                                                          |                                                          |                                                          |                                                          |                                                          |                                                          |                                                          |                                                          |                                                          |                                                          |                                                          |
| 1972      | 19                                                       | 18                                                       | 1                                                        | Hasely Crawford                                          | 10                                                       |                                                          | 6                                                        |                                                          | 2                                                        |                                                          | 1                                                        |                                                          |                                                          |                                                          |                                                          |                                                          |                                                          |                                                          |                                                          |                                                          |                                                          |                                                          |
| 1976      | 13                                                       | 13                                                       | 0                                                        | Hasely Crawford                                          | 10                                                       |                                                          | 2                                                        |                                                          | 1                                                        |                                                          |                                                          |                                                          |                                                          |                                                          |                                                          |                                                          |                                                          |                                                          | 1                                                        |                                                          | 1                                                        | 26                                                       |
| 1980      | 9                                                        | 9                                                        | 0                                                        | Hasely Crawford                                          | 9                                                        |                                                          |                                                          |                                                          |                                                          |                                                          |                                                          |                                                          |                                                          |                                                          |                                                          |                                                          |                                                          |                                                          |                                                          |                                                          |                                                          |                                                          |
| 1984      | 16                                                       | 11                                                       | 5                                                        | Hasely Crawford                                          | 11                                                       |                                                          | 1                                                        | 1                                                        |                                                          | 1                                                        | 2                                                        |                                                          |                                                          |                                                          |                                                          |                                                          |                                                          |                                                          |                                                          |                                                          |                                                          |                                                          |
| 1988      | 6                                                        | 4                                                        | 2                                                        | Ian Morris                                               | 3                                                        |                                                          | 2                                                        |                                                          |                                                          | 1                                                        |                                                          |                                                          |                                                          |                                                          |                                                          |                                                          |                                                          |                                                          |                                                          |                                                          |                                                          |                                                          |
| 1992      | 7                                                        | 7                                                        | 0                                                        | Alvin Daniel                                             | 5                                                        |                                                          | 2                                                        |                                                          |                                                          |                                                          |                                                          |                                                          |                                                          |                                                          |                                                          |                                                          |                                                          |                                                          |                                                          |                                                          |                                                          |                                                          |
| 1996      | 12                                                       | 8                                                        | 4                                                        | Gene Samuel                                              | 6                                                        |                                                          | 1                                                        |                                                          |                                                          | 2                                                        | 1                                                        | 1                                                        | 1                                                        |                                                          |                                                          |                                                          |                                                          |                                                          |                                                          | 2                                                        | 2                                                        | 68                                                       |
| 2000      | 19                                                       | 14                                                       | 5                                                        | Ato Boldon                                               | 15                                                       |                                                          |                                                          |                                                          |                                                          | 3                                                        |                                                          |                                                          |                                                          | 1                                                        |                                                          |                                                          |                                                          |                                                          | 1                                                        | 1                                                        | 2                                                        | 61                                                       |
| 2004      | 19                                                       | 10                                                       | 9                                                        | Ato Boldon                                               | 14                                                       |                                                          |                                                          |                                                          | 1                                                        | 3                                                        |                                                          |                                                          |                                                          | 1                                                        |                                                          |                                                          |                                                          |                                                          |                                                          | 1                                                        | 1                                                        | 71                                                       |
| 2008      | 28                                                       | 17                                                       | 11                                                       | George Bovell                                            | 23                                                       |                                                          |                                                          |                                                          | 1                                                        | 3                                                        |                                                          |                                                          | 1                                                        |                                                          |                                                          |                                                          |                                                          | 1                                                        | 1                                                        |                                                          | 2                                                        | 47                                                       |
| 2012      | 25                                                       | 18                                                       | 7                                                        | Marc Burns                                               | 20                                                       |                                                          | 1                                                        | 1                                                        | 2                                                        | 1                                                        | 1                                                        |                                                          |                                                          |                                                          |                                                          |                                                          |                                                          | 1                                                        | 1                                                        | 2                                                        | 4                                                        | 45                                                       |
| 2016      | 32                                                       | 21                                                       | 11                                                       | Keshorn Walcott                                          | 24                                                       |                                                          | 1                                                        | 1                                                        |                                                          | 2                                                        | 1                                                        |                                                          |                                                          |                                                          | 1                                                        | 1                                                        | 1                                                        |                                                          |                                                          | 1                                                        | 1                                                        | 78                                                       |
| Gesamt    | Gesamt                                                   | Gesamt                                                   | Gesamt                                                   | Gesamt                                                   | Gesamt                                                   | Gesamt                                                   | Gesamt                                                   | Gesamt                                                   | Gesamt                                                   | Gesamt                                                   | Gesamt                                                   | Gesamt                                                   | Gesamt                                                   | Gesamt                                                   | Gesamt                                                   | Gesamt                                                   | Gesamt                                                   | 3                                                        | 5                                                        | 11                                                       | 19                                                       | 66                                                       |

### Winterspiele
| Jahr      | Athleten           | Athleten           | Athleten           | Flaggenträger      | Sportarten         | Sportarten         | Medaillen          | Medaillen          | Medaillen          | Medaillen          |
| Jahr      | Gesamt             | m                  | w                  | Flaggenträger      | Bobsport           |                    |                    |                    | Gesamt             | Rang               |
| --------- | ------------------ | ------------------ | ------------------ | ------------------ | ------------------ | ------------------ | ------------------ | ------------------ | ------------------ | ------------------ |
| 1924–1992 | nicht teilgenommen | nicht teilgenommen | nicht teilgenommen | nicht teilgenommen | nicht teilgenommen | nicht teilgenommen | nicht teilgenommen | nicht teilgenommen | nicht teilgenommen | nicht teilgenommen |
| 1994      | 2                  | 2                  | 0                  | Gregory Sun        | 2                  |                    |                    |                    |                    |                    |
| 1998      | 2                  | 2                  | 0                  | Curtis Harry       | 2                  |                    |                    |                    |                    |                    |
| 2002      | 3                  | 3                  | 0                  | Gregory Sun        | 3                  |                    |                    |                    |                    |                    |
| 2006–2018 | nicht teilgenommen | nicht teilgenommen | nicht teilgenommen | nicht teilgenommen | nicht teilgenommen | nicht teilgenommen | nicht teilgenommen | nicht teilgenommen | nicht teilgenommen | nicht teilgenommen |
| 2022      | 3                  | 3                  | 0                  | Andre Marcano      | 3                  |                    |                    |                    |                    |                    |
| Gesamt    | Gesamt             | Gesamt             | Gesamt             | Gesamt             | Gesamt             | 0                  | 0                  | 0                  | 0                  | -                  |

### Jugend-Sommerspiele
| Jahr   | Athleten | Athleten | Athleten | Flaggenträger           | Sportarten     | Sportarten | Sportarten | Sportarten       | Sportarten | Medaillen | Medaillen | Medaillen | Medaillen | Medaillen |
| Jahr   | Gesamt   | m        | w        | Flaggenträger           | Leichtathletik | Fußball    | Schwimmen  | Beach-Volleyball | Segeln     |           |           |           | Gesamt    | Rang      |
| ------ | -------- | -------- | -------- | ----------------------- | -------------- | ---------- | ---------- | ---------------- | ---------- | --------- | --------- | --------- | --------- | --------- |
| 2010   | 26       | 4        | 22       | Kimberlee John-Williams | 4              | 18         | 4          |                  |            | 1         |           |           | 1         | 50        |
| 2014   | 11       | 5        | 6        |                         | 5              |            | 3          | 2                | 1          |           | 1         | 1         | 2         | 64        |
| Gesamt | Gesamt   | Gesamt   | Gesamt   | Gesamt                  | Gesamt         | Gesamt     | Gesamt     | Gesamt           | Gesamt     | 1         | 1         | 1         | 3         | 57        |

### Jugend-Winterspiele
| Jahr      | Athleten           | Athleten           | Athleten           | Flaggenträger      | Sportarten         | Medaillen          | Medaillen          | Medaillen          | Medaillen          | Medaillen          |
| Jahr      | Gesamt             | m                  | w                  | Flaggenträger      | Sportarten         |                    |                    |                    | Gesamt             | Rang               |
| --------- | ------------------ | ------------------ | ------------------ | ------------------ | ------------------ | ------------------ | ------------------ | ------------------ | ------------------ | ------------------ |
| 2012–2016 | nicht teilgenommen | nicht teilgenommen | nicht teilgenommen | nicht teilgenommen | nicht teilgenommen | nicht teilgenommen | nicht teilgenommen | nicht teilgenommen | nicht teilgenommen | nicht teilgenommen |
| Gesamt    | Gesamt             | Gesamt             | Gesamt             | Gesamt             | Gesamt             | 0                  | 0                  | 0                  | 0                  | -                  |

## Medaillengewinner

### Goldmedaillen
| Name                                                                          | Spiele        | Sportart       | Disziplin               | Anmerkung          |
| ----------------------------------------------------------------------------- | ------------- | -------------- | ----------------------- | ------------------ |
| Hasely Crawford                                                               | 1976 Montreal | Leichtathletik | 100 Meter               | erster Olympiasieg |
| Keston Bledman Marc Burns Emmanuel Callender Richard Thompson Aaron Armstrong | 2008 Peking   | Leichtathletik | 4-mal-100-Meter-Staffel |                    |
| Keshorn Walcott                                                               | 2012 London   | Leichtathletik | Speerwurf               |                    |

### Silbermedaillen
| Name                                                          | Spiele      | Sportart       | Disziplin               | Anmerkung              |
| ------------------------------------------------------------- | ----------- | -------------- | ----------------------- | ---------------------- |
| Rodney Wilkes                                                 | 1948 London | Gewichtheben   | Federgewicht            | erster Medaillengewinn |
| Wendell Mottley                                               | 1964 Tokio  | Leichtathletik | 400 Meter               |                        |
| Ato Boldon                                                    | 2000 Sydney | Leichtathletik | 100 Meter               |                        |
| Richard Thompson                                              | 2008 Peking | Leichtathletik | 100 Meter               |                        |
| Marc Burns Keston Bledman Emmanuel Callender Richard Thompson | 2012 London | Leichtathletik | 4-mal-100-Meter-Staffel |                        |

### Bronzemedaillen
| Name                                                                                   | Spiele              | Sportart       | Disziplin               | Anmerkung |
| -------------------------------------------------------------------------------------- | ------------------- | -------------- | ----------------------- | --------- |
| Rodney Wilkes                                                                          | 1952 Helsinki       | Gewichtheben   | Federgewicht            |           |
| Lennox Kilgour                                                                         | 1952 Helsinki       | Gewichtheben   | Mittelschwergewicht     |           |
| Edwin Roberts                                                                          | 1964 Tokio          | Leichtathletik | 200 Meter               |           |
| Wendell Mottley Kent Bernard Edwin Roberts Edwin Skinner                               | 1964 Tokio          | Leichtathletik | 4-mal-400-Meter-Staffel |           |
| Ato Boldon                                                                             | 1996 Atlanta        | Leichtathletik | 100 Meter               |           |
| Ato Boldon                                                                             | 1996 Atlanta        | Leichtathletik | 200 Meter               |           |
| Ato Boldon                                                                             | 2000 Sydney         | Leichtathletik | 200 Meter               |           |
| George Bovell                                                                          | 2004 Athen          | Schwimmen      | 200 Meter Lagen         |           |
| Lalonde Gordon                                                                         | 2012 London         | Leichtathletik | 400 Meter               |           |
| Lalonde Gordon Jarrin Solomon Renny Quow Deon Lendore Machel Cedenio Ade Alleyne-Forte | 2012 London         | Leichtathletik | 4-mal-400-Meter-Staffel |           |
| Keshorn Walcott                                                                        | 2016 Rio de Janeiro | Leichtathletik | Speerwurf               |           |

## Medaillen nach Sportart
| Sportart       | Gold | Silber | Bronze | Gesamt |
| Leichtathletik | 3    | 4      | 8      | 15     |
| Gewichtheben   | 0    | 1      | 2      | 3      |
| Schwimmen      | 0    | 0      | 1      | 1      |
| Gesamt         | 3    | 5      | 11     | 19     |

## Medaillenspiegel

### Olympische Spiele
|                         |   |   |    | Gesamt | Rang |
| ----------------------- | - | - | -- | ------ | ---- |
| Olympische Sommerspiele | 3 | 5 | 11 | 19     | 66   |
| Olympische Winterspiele | 0 | 0 | 0  | 0      | -    |
| Gesamt                  | 3 | 5 | 11 | 19     | 66   |

### Olympische Jugendspiele
|                                |   |   |   | Gesamt | Rang |
| ------------------------------ | - | - | - | ------ | ---- |
| Olympische Jugend-Sommerspiele | 1 | 1 | 1 | 3      | 57   |
| Olympische Winterspiele        | 0 | 0 | 0 | 0      | -    |
| Gesamt                         | 1 | 1 | 1 | 3      | 61   |